# Stany Zjednoczone na igrzyskach panamerykańskich
Stany Zjednoczone uczestniczą w Igrzyskach panamerykańskich od roku 1951. W sumie zdobyły 1861 złotych medali, 1379 srebrnych i 933 brązowych, czyli razem 4173 medale. 
A na zimowych igrzyskach panamerykańskich zdobyli 4 złote medali, 2 srednych i 5 brązowych, sumie razem 11 medali.
Za każdym razem były w pierwszej trójce klasyfikacyjnej i są w pierwsi w klasyfikacji medalowej wszech czasów.

## USA jako gospodarz
Stany Zjednoczone były gospodarzem igrzysk dwa razy:
| Igrzyska | Miasto       | Data                     | Liczba krajów | Liczba uczestników | Liczba konkurencji |
| -------- | ------------ | ------------------------ | ------------- | ------------------ | ------------------ |
| 1959     | Chicago      | 27 sierpnia – 7 września | 25            | 2263               | 168                |
| 1987     | Indianapolis | 2 – 23 sierpnia          | 38            | 4360               | 297                |